# Heteranthera zosterifolia
Heteranthera zosterifolia även blå bändelört är en vattenhyacintväxtart som beskrevs av Carl Friedrich Philipp von Martius. Heteranthera zosterifolia ingår i släktet Heteranthera och familjen vattenhyacintväxter. Inga underarter finns listade.

## Bildgalleri

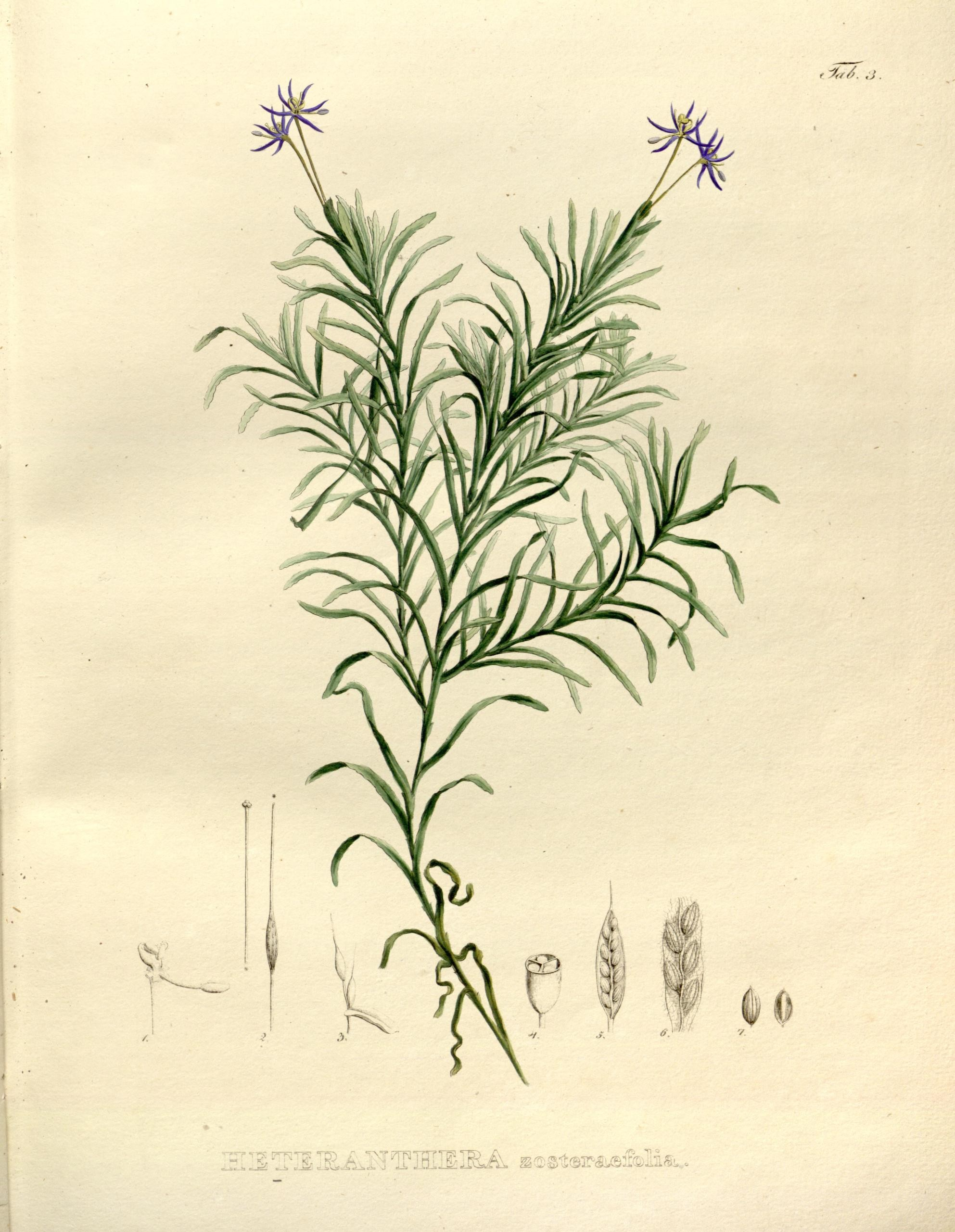
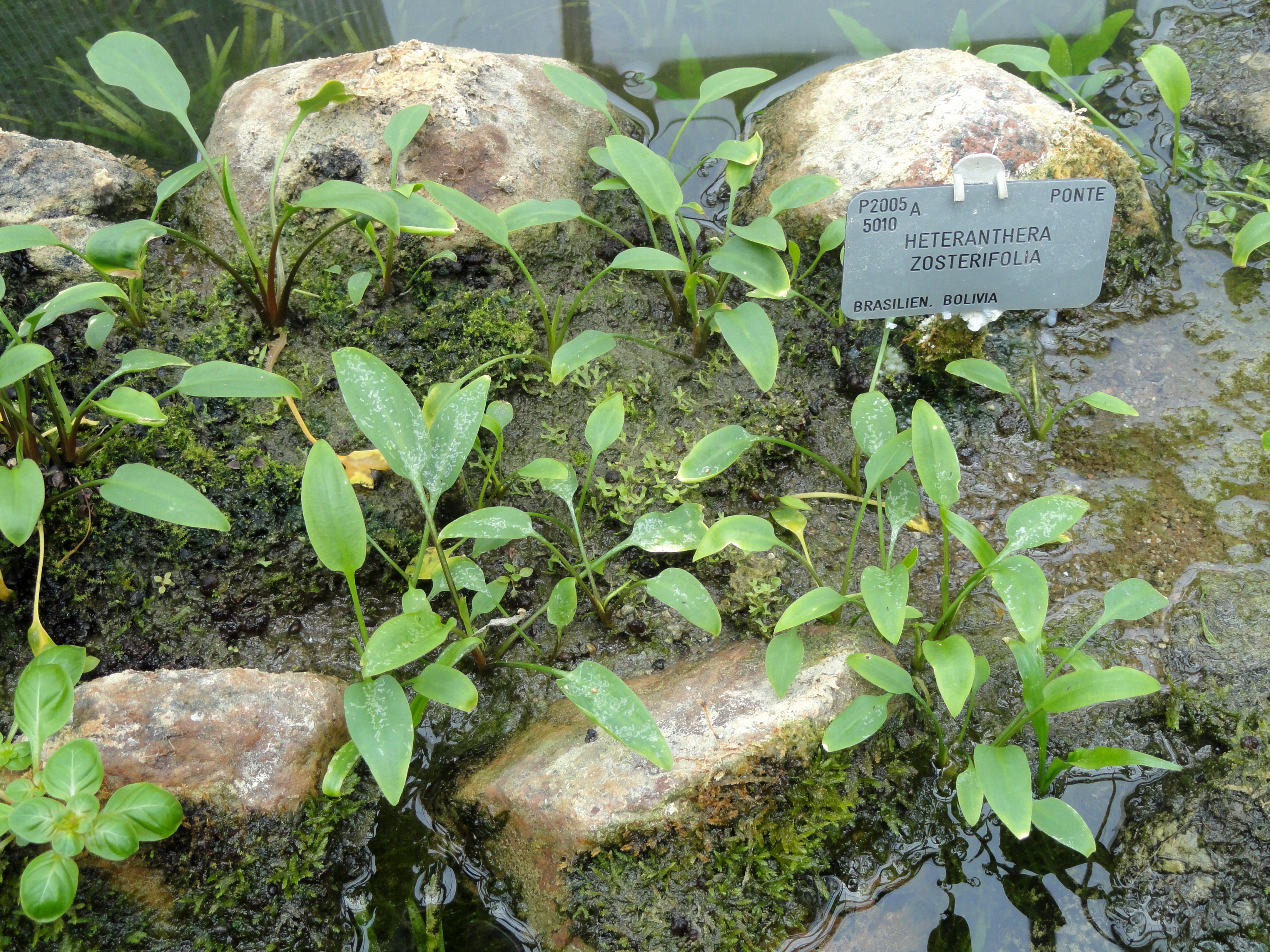